# XDI
XDI (eXtensible Data Interchange)는 XML 문서들과 XRI를 사용해서, 인터넷 및 다른 네트워크 상에서 데이터를 공유하고, 링크하고, 동기화하는 확장 가능한 서비스이다. XDI 프로토콜은 OASIS에서 개발 중이다.XDI Technical Committee
XDI의 목표는 어떤 콘텐츠든 웹으로 링크될 수 있는 것처럼, 데이터를 기기 인식 수준(machine-readable) dataweb에서 식별하고, 기술하고, 동기화할 수 있도록 하는 것이다. 데이터 식별 및 기술에 관한 하나의 공통 XML 형식과 더불어, XDI의 다른 중요한 부분은 link contract인 데, 표준 기기 인식 형식으로 표현된 공유 데이터의 권한, 보안, 개인 정보, 권리 등을 제어한다.

## 같이 보기
- 데이터웹
- 오픈ID
- XRI